# مرثیه (آلبوم کورن)
مرثیه (انگلیسی: Requiem) چهاردهمین آلبوم استودیویی گروه نیو متال آمریکایی کورن است. این آلبوم در ۴ فوریه ۲۰۲۲ (۱۵ بهمن ۱۴۰۰) از طریق لوما ویستا رکوردینگز و کنکورد منتشر شد. تهیه کنندگی این آلبوم را کورن و کریس کالیر برعهده داشته‌اند.

## فهرست آهنگ‌ها
همهٔ ترانه‌ها توسط کورن (به جز آن‌هایی که مشخص شده‌است) نوشته شده‌است.
| شماره      | نام                        | نویسنده(ها)              | مدت   |
| ---------- | -------------------------- | ------------------------ | ----- |
| ۱.         | «Forgotten»                | کورن لارن کریستی جیسن را | ۳:۱۷  |
| ۲.         | «Let the Dark Do the Rest» |                          | ۳:۳۹  |
| ۳.         | «Start the Healing»        | کورن لارن کریستی         | ۳:۲۸  |
| ۴.         | «Lost in the Grandeur»     |                          | ۳:۵۰  |
| ۵.         | «Disconnect»               | کورن لارن کریستی         | ۳:۲۶  |
| ۶.         | «Hopeless and Beaten»      |                          | ۳:۵۹  |
| ۷.         | «Penance to Sorrow»        |                          | ۳:۲۰  |
| ۸.         | «My Confession»            |                          | ۳:۳۴  |
| ۹.         | «Worst Is on Its Way»      |                          | ۴:۰۳  |
| مجموع مدت: | مجموع مدت:                 | مجموع مدت:               | ۳۲:۳۶ |

## اعضا
کورن
- جاناتان دیویس – خواننده، تهیه‌کننده، تهیه‌کننده ضبط
- جیمز شفر – گیتار، تهیه‌کننده، تهیه‌کننده ضبط
- برایان ولش – گیتار، تهیه‌کننده، تهیه‌کننده ضبط
- رجینالد آرویزو – گیتار بیس، تهیه‌کننده، تهیه‌کننده ضبط
- ری لوزیر – درام، تهیه‌کننده، تهیه‌کننده ضبط